# Sychiw

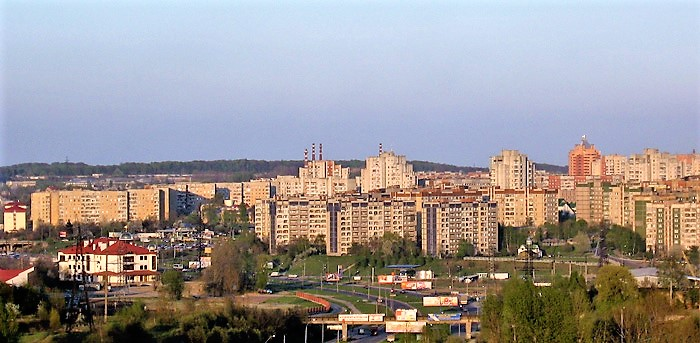
Blick auf das Stadtviertel

Sychiw (ukrainisch Сихів; russisch Сихов, polnisch Sichów) ist ein südöstlich von der Innenstadt gelegenes Stadtviertel der westukrainischen Stadt Lemberg und Namensgeber des Stadtrajons Sychiw.

## Geschichte
Das deutschrechtliche Dorf wurde im Jahr 1409 als Szychow in districtu Lemburgensi sitam erstmals urkundlich erwähnt. Der Ortsname ist vom polnischen Vornamen Sych (< Sylvester, Silvan) abgeleitet. Die Änderung zu Sichów kam durch Hyperkorrektur und Umgehung des ukrainischen sy-.
Das Dorf gehörte zur Adelsrepublik Polen-Litauen, Woiwodschaft Ruthenien, Lemberger Land. Ab dem frühen 16. Jahrhundert gehörte es der Stadt Lemberg. Bei der Ersten Teilung Polens kam das Dorf 1772 zum neuen Königreich Galizien und Lodomerien des habsburgischen Kaiserreichs (ab 1804).
Das Dorf gehörte zur geschlossenen, polnischen Sprachinsel von Lemberg. Im Jahre 1900 hatte die Gemeinde Sichów 127 Häuser mit 694 Einwohnern, davon waren 623 Polnischsprachige, 67 Ruthenischsprachige und 4 Deutschsprachige, 471 waren römisch-katholisch, 178 griechisch-katholisch, 45 jüdischer Religion.
Nach dem Ende des Polnisch-Ukrainischen Kriegs 1919 kam die Gemeinde zu Polen. Im Jahre 1921 hatte sie 179 Häuser mit 975 Einwohnern, davon waren 933 Polen, 29 Ruthenen, 7 Juden (Nationalität), 6 Deutsche, 734 waren römisch-katholisch, 180 griechisch-katholisch, 6 evangelisch, 55 waren Juden (Religion).
Im Jahr 1946 musste die noch in der Stadt lebenden Polen Sychiw verlassen. Am 13. Juni 1952 wurde das Dorf in die Stadt eingemeindet und Plattenbausiedlungen wurden errichtet.

## Persönlichkeiten
- Oleh Hornykiewicz (1926–2020), österreichischer Pharmakologe